# Арањошсек
Арањошсек (мађ. Aranyosszék) је био један од историјских седишта Секеља, који је уједно и био административна јединица у Ердељу. Седиште округа су били градови Фелвинц. Град се налазе у јужном делу Земље Секеља у историјској покрајини Трансилванија а Фелвинц је сада административно налази у жупанији Алба. данашње име Фелвинца је Униреа. Округ је добио име по истоименој реци Арањош.

## Историја
Са оснивањем насеља Секељи су почели у 13. веку. Тадашњи мађарски краљ Ладислав IV је 1289. године после борби против куна и татара, је Секељима који су се истакли у овим биткама поклонио имања у овој области. Секељи су се досељавали из тадашњег Кездисека и у мањој мери из Марошсека и основали су укупно шеснаест насеља. У каснијем периоду, у периоду од 16. до 18. века, због сталних борби са татарима популација је опала и у ове крајеве су почели масовније да се досељавају и Румуни. Овиме је остварена доста садашња слика стања популације ових крајева, са главнином становништва које су чинили Секељи и а сада чине Румуни.
Сатус административне јединице изгубио 1876. године када је урађена нова административна подела и округ се утопио нови округ Фелшефехер вармеђа (Torda-Aranyos vármegye), који је такође историјски и више не постоји као такав, данас се један део налази у румунском округу Фехер а други део у округу Клуж.

## Положај
Арањошсек је заузимао територију од 349,88 km², са централним координатама 46° 27' СГШ, 23° 45' ИГД. Оивичен сасевероистока са брдима Арањоша, на југу са Марошом и на западу са планинама Тороцке.

## Галерија
- Калвинистичка црква у Арањошгеренди
- Каштел у Арањошгеренди
- Кућа у Тороцки
- Дворац Тороцкосентђерђ